# Indalo

Indalo-rajz

Az Indalo egy újkőkori vagy kőrézkori sziklarajz, amelyet a dél-spanyolországi Almería tartományban találtak meg. Manapság Almería tartomány egyik legismertebb jelképének számít, számos helyen megjelenik, műalkotásoktól kezdve a házak falán át a turistáknak szánt szuvenírekig.
Egy széttárt karú emberi alakot ábrázol, amelynek két kezét a feje fölött egy félkörív köti össze. Pontosan nem lehet tudni, hogy ősi alkotói mit kívántak ezzel ábrázolni, egyes elméletek szerint valamilyen istenséget, aki a szivárványt, mint a természeti csapások elleni isteni védelem jelképét tartja, mások szerint viszont egy íját feszítő vadászt ábrázol.
A legalább 4000 éves szilkarajzot a Vélez-Blanco községben található Cueva de los Letreros nevű barlangban fedezte fel Antonio Góngora y Martínez 1868-ban. A környéken élők sokáig a jószerencse jelképének tartották, különösen a közeli Mojácar lakói festették fel előszeretettel a házaikra, ezért „mojácari babaként” is ismertté vált. Az Indalo név az Indalceióból származhat, a hagyomány szerint Szent Indaleció volt ugyanis Almería első püspöke.
Az Indalo megjelenik a Conan, a barbár című 1982-es filmben is, ahol a főszereplő, akit Arnold Schwarzenegger alakít, valamilyen rituális szertartáson esik át, miközben arcára különféle jeleket festenek: ezek között (ráadásul pirossal kiemelve a többi fekete jel közül) néhány Indalo is megjelenik.
2019-ben Almeríában Guinness-rekordot állítottak fel azzal, hogy létrehoztak egy több mint 600 m²-es, zöldségekből álló ábrát: ez egy szívet, benne pedig egy hatalmas sárga Indalót ábrázolt. Megalkotásához 20 tonna zöldséget használt fel az a 300 gyerek, aki összerakta.

## Képek

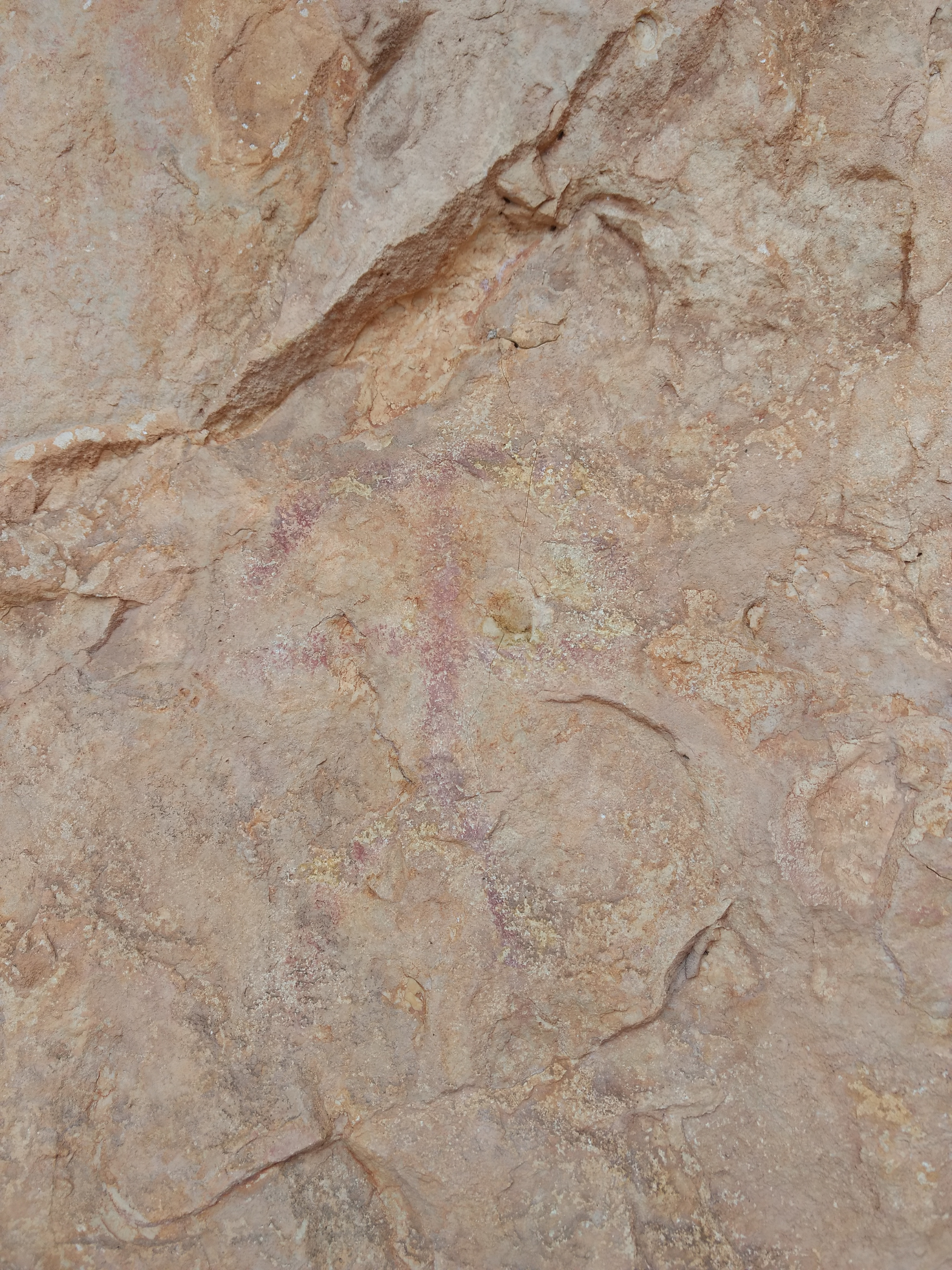
Az eredeti, igazi Indalo
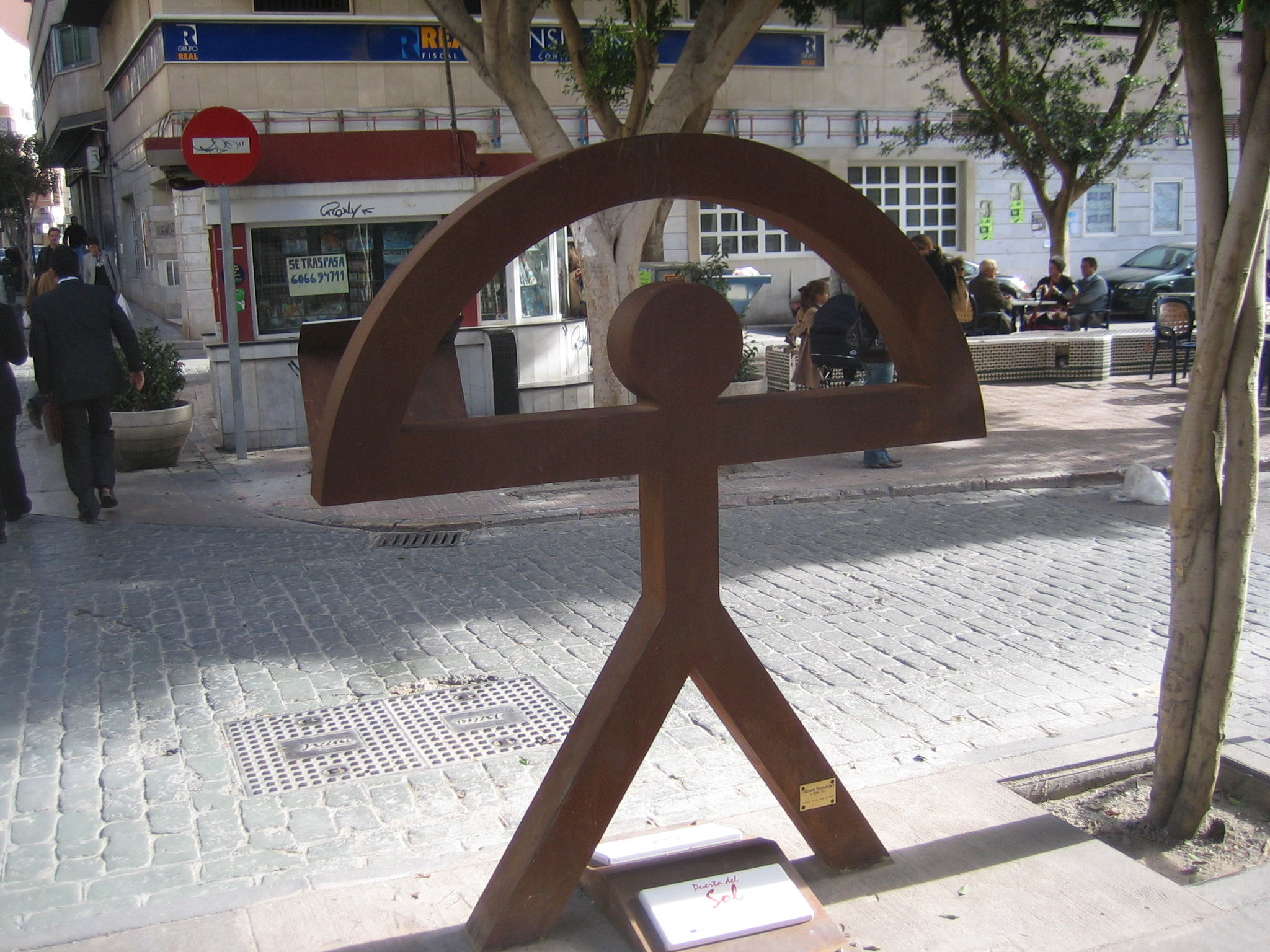
Indalo-szobor az almeríai Plaza de los Burros nevű téren
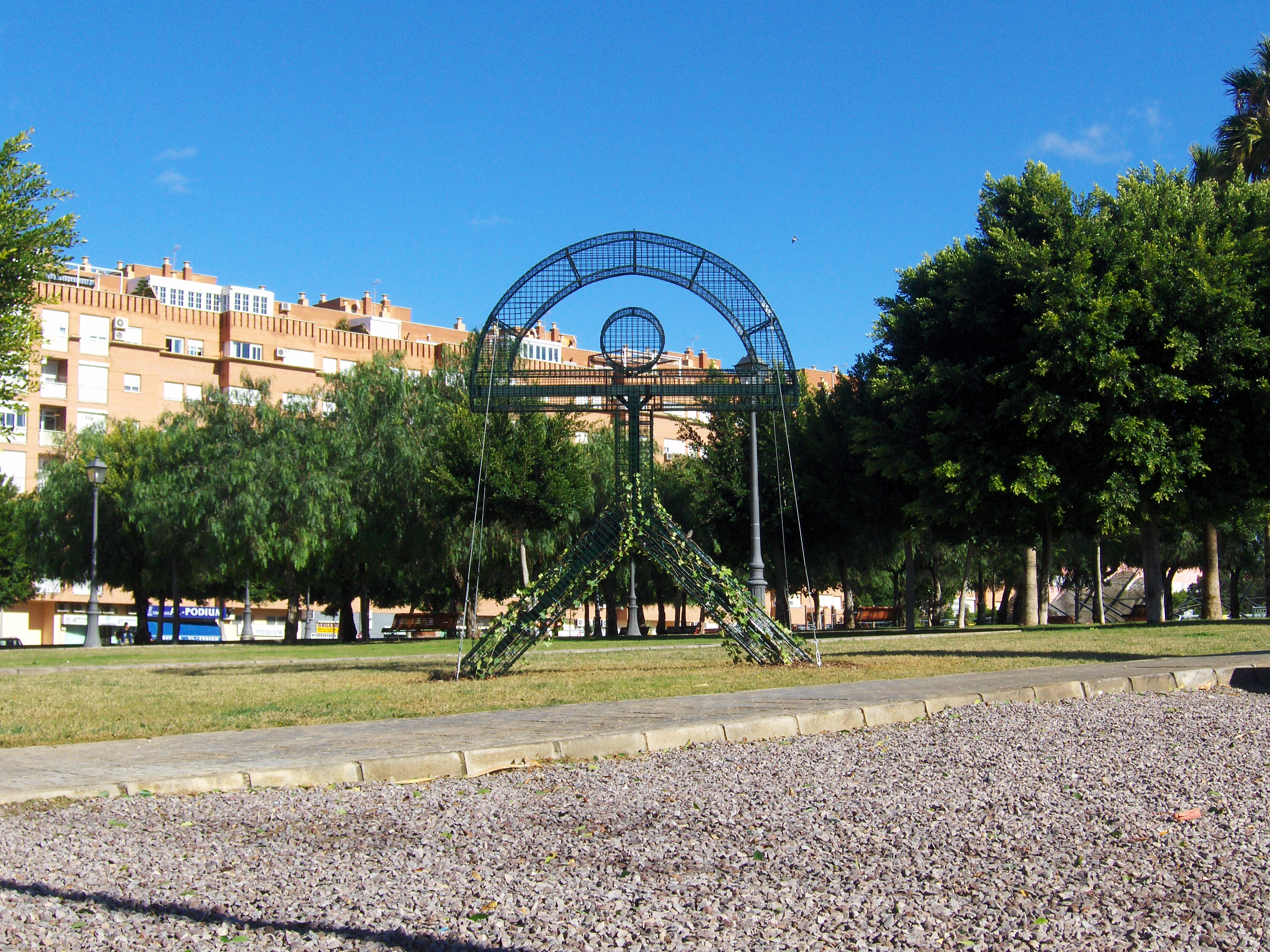
Növényfuttatóként használt hatalmas Indalo egy almeríai parkban
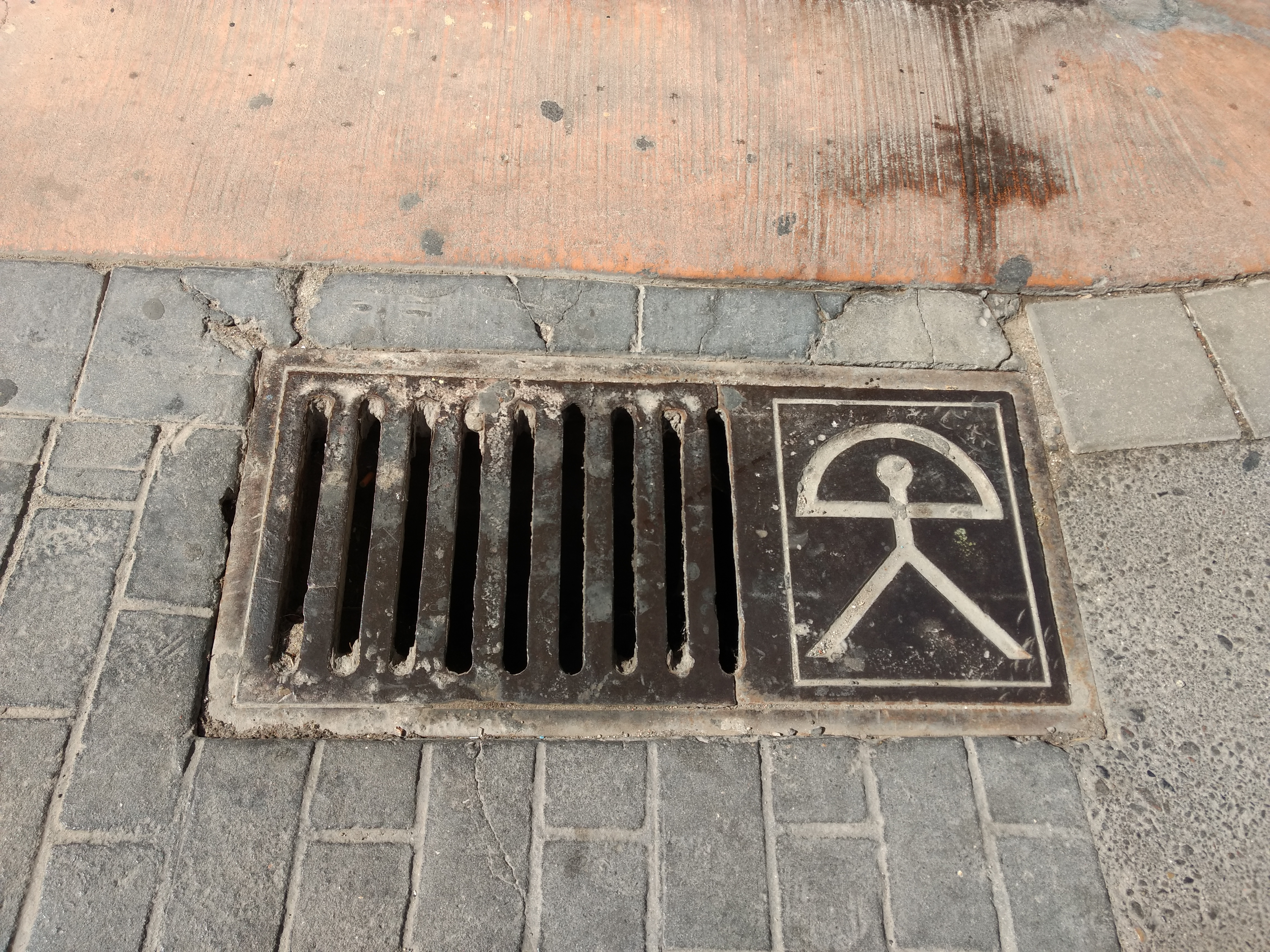
Csatornafedél Almeríában, szintén Indalóval
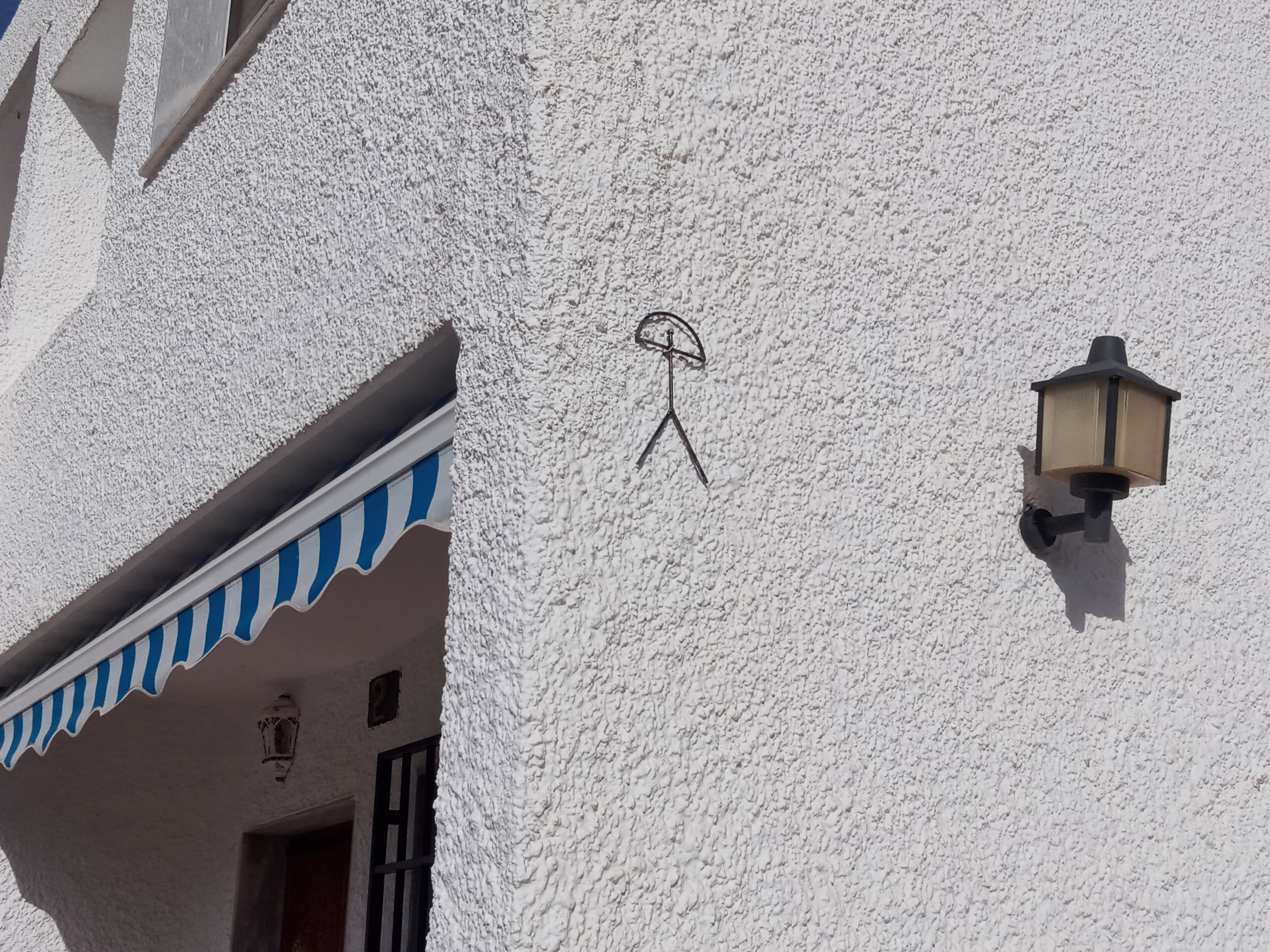
Apró Indalo-ábrázolás egy Cabo de Gata-i házon